# Theages xantura
Theages xantura là một loài bướm đêm thuộc phân họ Arctiinae, họ Erebidae.